# Eberhard Westerkamp
Eberhard Karl Ludwig Westerkamp (* 30. September 1903 in Osnabrück; † 27. Juni 1980) war ein deutscher Jurist, Nationalsozialist, Staatssekretär und Funktionär des Deutschen Roten Kreuzes.

## Leben
Westerkamp besuchte von 1913 bis 1922 das Ratsgymnasium Osnabrück und schloss seine Schullaufbahn mit dem Abitur ab. Danach studierte er Rechts- und Staatswissenschaft an den Universitäten Marburg, München, Münster und Göttingen. Er beendete das Studium 1926 mit dem ersten und 1929 mit dem zweiten Staatsexamen. Politisch betätigte sich Westerkamp in mehreren völkischen Organisationen so war er Mitglied beim Deutschvölkischen Schutz- und Trutzbund, dem Heimatbund „Widukind“, dem Großdeutschen Jugendbund sowie dem Jungnationalen Bund. Seit 1930 war er mit Agnes, geborene Schoeller, verheiratet. Das Paar bekam fünf Kinder.
Westerkamp stieg als Regierungsassessor in Geestemünde beim Landrat Wesermünde ins Berufsleben ein und war danach beim Landrat in Lebus in Seelow tätig. Er wechselte 1932 ins Preußischen Staatsministerium und wurde bei der Preußischen Bau- und Finanzdirektion tätig. Westerkamp wurde 1933 zum Regierungsrat befördert. Spätestens ab Ende September 1933 war Westerkamp zunächst kommissarisch und dann offiziell als Landrat in Osnabrück tätig. Westerkamp trat 1933 der SA bei. Im Juli 1937 wurde Westerkamp Mitglied der NSDAP (Mitgliedsnummer 4.279.514). Nach der Zerschlagung der Tschechoslowakei wechselte er im Mai 1939 von Osnabrück in das Reichsprotektorat Böhmen und Mähren als Oberlandrat nach Brünn.
Nach Ausbruch des Zweiten Weltkrieges war Westerkamp von Oktober 1940 bis Januar 1942 Hauptabteilungsleiter des Hauptamtes Verwaltung im deutsch besetzten Generalgouvernement (GG). Westerkamp schied auf eigenen Wunsch aus dem Amt aus und kündigte offiziell bei Staatssekretär Wilhelm Stuckart seine Stellung im GG. Ende Januar 1942 hatte er bereits bei einer Unterredung dem Höheren SS- und Polizeiführer Friedrich-Wilhelm Krüger mitgeteilt, dass ihm „gewisse Methoden und Auswüchse bei der Behandlung des Judenproblems […] Kopfzerbrechen“ bereiten. Danach wechselte er zur Wehrmacht, wo er nach eigenen Aussagen von Juli 1942 bis Juli 1944 der 3. Panzerarmee angehörte. Bei der Wehrmacht erreichte er den Rang eines Oberleutnants. Im Februar 1945 wurde Westerkamp noch leitend bei der Regierung im schlesischen Waldenburg eingesetzt.
Nach Kriegsende betätigte sich Westerkamp bis 1948 als Landwirt in Burg Gretesch. Westerkamp war während der Nürnberger Prozesse im Mai 1948 Zeuge der Verteidigung im OKW-Prozess. Nach der Gründung der Bundesrepublik Deutschland wurde Westerkamp 1949 als Verwaltungsrechtsrat eingesetzt und arbeitete ab 1953 als Prokurist bei einer Feinpapierfabrik. Von 1956 bis 1959 war Westerkamp Staatssekretär im Innenministerium Niedersachsen. Danach arbeitete er als niedergelassener Rechtsanwalt und wurde 1963 Präsident des Deutschen Roten Kreuzes beim Landesverband Niedersachsen.

## Ehrungen
- 1973: Großes Verdienstkreuz der Bundesrepublik Deutschland[8]